# Francisco Javier Zafra Niño
Francisco Javier Zafra Niño (Rota, 5 de novembre de 1968) és un futbolista andalús retirat que ocupava la posició de davanter.

## Carrera esportiva
Sorgí a les categories inferiors del Reial Betis. Amb els sevillans hi debuta a primera divisió a la campanya 87/88, en la qual juga tres partits. L'any següent en disputa 11, i a la 89/90, amb el Betis a Segona Divisió, augmenta la xifra fins a 33 partits, si bé la meitat de suplent. Durant els tres anys posteriors continuaria sent suplent al Betis, bé a Primera o a Segona Divisió. L'estiu de 1993, després de 96 partits i 10 gols amb els verd-i-blancs, fitxa per l'Hèrcules CF. Durant dues campanyes serà titular a l'equip valencià, amb qui disputa 63 partits i 10 gols. De cara la temporada 95/96 milita al Xerez CD, i l'any següent, al Màlaga CF. El 1997 recala al Cadis CF, amb qui aconsegueix ascendir a Segona Divisió el 2003. L'any del seu retorn a la categoria d'argent, la 03/04, tan sols apareix en tres ocasions. Es retira el 2005, després d'haver militat el darrer any al Racing Club Portuense.